# Huella
La Huella è una danza popolare sudamericana nata nel 1820, ballata principalmente in Argentina, ma anche in Bolivia e Cile. 